# Droszczyna
Droszczyna (Drożdżynka) – potok, lewy dopływ Paleczki o długości 3,36 km i powierzchni zlewni 5,67 km².
Źródła potoku znajdują się na północnych stokach Pasma Koskowej Góry w Beskidzie Makowskim.  Najwyżej położone znajdują się na wysokości 565 m. Źródłowe cieki odwadniają obszar od Mioduszyny przez Borysówkę po Makowską Górę i łączą się z sobą na wysokości powyżej 415 m. Od tej wysokości Droszczyna spływa jednym korytem przez miejscowość Budzów. Uchodzi do Paleczki na osiedlu Wojtankówka, na wysokości 340 m.
W 2001 r. powódź na Paleczce i jej dopływach przyniosła poważne zniszczenia w Budzowie i Zembrzycach. Obecnie część koryta Droszczyny jest uregulowana hydrotechnicznie.